# 阿莱西亚站
阿萊西亞站（法語：Alésia）是巴黎地鐵4號線的一個車站，位於巴黎14區。阿萊西亞站開業於1909年10月30日。車站的名稱來自於紀念阿萊西亞之戰的阿萊西亞路。

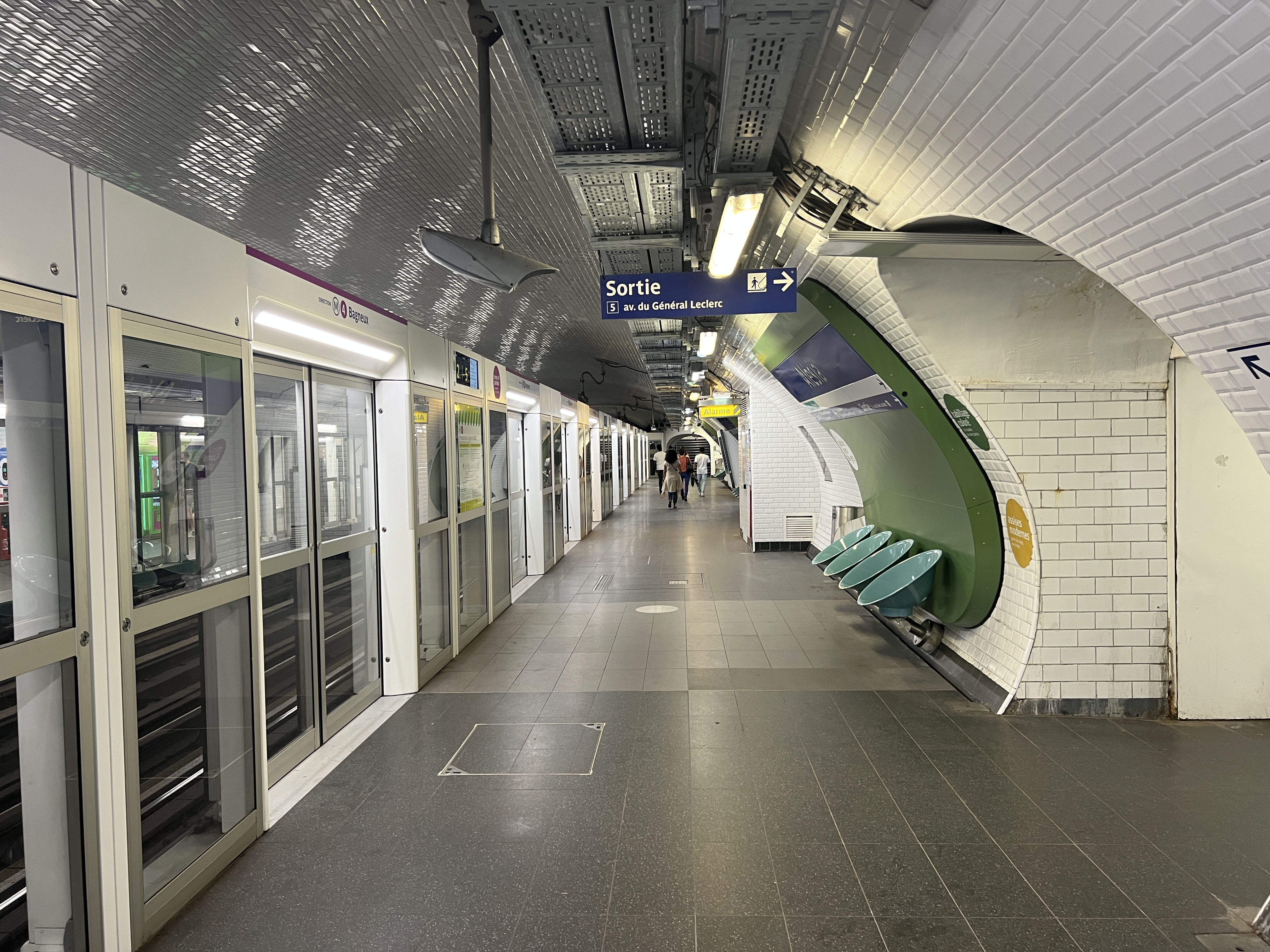
月台 (2022年7月)

## 車站結構
| 街道   |                    |                                  |
| B1     | 月台連接夾層       |                                  |
| 月台層 | 側式月台，右側開門 | 側式月台，右側開門               |
| 月台層 | 北行               | 往克利尼昂库尔门（穆顿-迪韦内）  |
| 月台層 | 南行               | 往巴涅-露西·奧布拉克（奧爾良門） |
| 月台層 | 側式月台，右側開門 |                                  |